# 勃海郡
勃海郡，或為迎河郡、勃海國、滄水郡，中國古代的郡、國。

## 建置沿革

### 西漢
漢文帝十五年（前165年），除河間國，分其浮陽、東光、阜城、章武、中邑、東平舒、束州等縣置勃海郡，治浮陽（今河北省滄縣東南）。
漢武帝元朔三年（前126年），河間國推恩置成平、廣、參戶三侯國，別屬勃海郡。元朔四年（前125年），齊國推恩置定、山原、柳、高樂等侯國，別屬勃海郡。元封五年（前106年），置十三刺史部，勃海郡屬幽州刺史部。漢昭帝始元六年（前81年），清河國推恩置蒲領侯國，別屬勃海郡。漢宣帝本始四年（前70年），清河國推恩置條市侯國，別屬勃海郡。地節二年（前68年），河間國推恩置景成侯國，別屬勃海郡。
至西漢晚期，勃海郡領有二十六縣（侯國）：浮陽、陽信、東光、阜城、千童、重合、南皮、定、章武、中邑、高成、高樂、參戶、成平、柳、臨樂、東平舒、重平、安次、條市（或作“脩市”）、文安、景成、束州、建成、章鄉、蒲領。辖境相当今天津市、河北省廊坊市以南，文安县、泊头市、阜城县以东，山东省乐陵市、河北景县、安平县、吴桥县以北地区。
新朝改勃海郡為迎河郡。

### 東漢
東漢時，勃海郡改屬冀州刺史部，移治南皮城（今河北省南皮縣北）。
漢光武帝建武六年（30年），省併陽信、阜城、千童、定、中邑、高樂、參戶、柳、臨樂、重平、條市、景成、建成、章鄉、蒲領十五縣。漢章帝建初四年（79年），東光、成平二縣改屬樂成國。後樂成國推恩置條侯國，別屬勃海郡。漢和帝永元二年（90年），分樂成國、涿郡、勃海郡置河間國，東平舒、文安、束州三縣改屬河間國。永元七年（95年），削樂成國東光縣，別屬勃海郡。永元八年（96年），復置廣陽郡，安次縣改屬廣陽郡。漢安帝延光元年（122年），復置陽信縣。至此，勃海郡領八縣（侯國）：南皮、高城、重合、浮陽、東光、章武、陽信、條（或作“脩”）。
漢質帝本初元年（146年），徙封樂安王劉鴻為勃海王，改勃海郡為勃海國。漢桓帝延熹八年（165年），降勃海王劉悝為廮陶王，改勃海國為勃海郡。永康元年（167年），復勃海國。漢靈帝熹平元年（172年），勃海王被誣謀反，國除為勃海郡。後析置饒安縣。
漢獻帝建安十八年（213年），分平原郡、樂安郡、勃海郡置樂陵郡，陽信縣改屬樂陵郡。後又分勃海郡、河間國置章武郡，章武縣改屬章武郡。至此，勃海郡領七縣（侯國）：南皮、高城、重合、浮陽、東光、條（或作“脩”）、饒安。

### 魏晉北朝
曹魏時，分脩縣置東安陵縣。晉武帝泰始元年（265年），封宗室司馬輔為勃海王，改勃海郡為勃海國，領十縣：南皮、東光、浮陽、饒安、高城、重合、條、東安陵、廣川、阜城。咸寧三年（277年），徙封勃海王為太原王，復為勃海郡。晉惠帝時，分清河國、勃海郡、長樂國置廣川國，廣川縣改屬廣川國。
十六國時期，勃海郡先後為漢（314年－319年）、後趙（319年－350年）、冉魏（350年－351年）、前燕（351年－370年）、前秦（370年－385年）、後燕（385年－396年）所有。約此前後，東安陵縣改為安陵縣，阜城縣改屬武邑郡。後趙勃海郡有趙安縣。
北魏道武帝皇始元年（396年），取後燕勃海郡。北魏太武帝初，改勃海郡為滄水郡。正平元年（451年），重合縣併入安陵縣。北魏文成帝太安四年（458年），滄水郡移治東光城（今河北省東光縣東）。北魏孝文帝太和十一年（487年），分滄水郡、章武郡置浮陽郡，浮陽、饒安、高城三縣改屬浮陽郡。太和十八年（494年），復置重合縣。太和二十一年（497年），復滄水郡為勃海郡。北魏孝明帝熙平二年（517年），重合縣改屬樂陵郡。至此，勃海郡領四縣：東光、南皮、條（又作“脩”、“蓧”、“蓨”）、安陵。
北齊文宣帝天保七年（556年），勃海郡移治東光縣陶氏城（今河北省東光縣東南）；省併安陵縣；省併武邑郡，其所領阜城縣改屬勃海郡。至此，勃海郡領東光、南皮、條、阜城四縣。
隋文帝開皇三年（583年），廢勃海郡，領縣直屬冀州。

## 人口
- 漢平帝元始二年（2年），勃海郡有256377戶、905119口。[3]
- 漢順帝永和五年（140年），勃海郡有132389戶、1106500口。[12]
- 晉武帝太康中（280年－289年），勃海郡有40000戶。[8]
- 東魏孝靜帝武定中（543年－550年），勃海郡有37972戶、140482口。[10]

## 長官

### 勃海太守（前148年－9年）
- 龔遂，字少卿，山陽南平陽人，漢宣帝地節四年（前66年）離任。[13]
- □信，漢宣帝五鳳元年（前57年）離任。[13]
- 龔勝，字君賓，楚國人，漢哀帝時在任。[14]

### 勃海太守（23年－146年）
- 鄧邯，南陽新野人。[15]
- 周覩，字文通，下邳徐人，漢章帝建初中在任。[16]

### 勃海太守（172年－265年）
- 楊琁，字機平，會稽烏傷人，漢靈帝時在任。[17]
- 袁紹，字本初，汝南汝陽人，漢少帝光熹元年（189年）至漢獻帝初平二年（191年）在任。[18]
- 公孫範，遼西令支人，漢獻帝初平二年（191年）出任。[19]
- 王弘直，曹魏時在任。[20]
- 孟康，字公休，安平人，魏齊王嘉平末離任。[21]

### 勃海相（265年－277年）
- 阮溫，晉武帝咸寧三年（277年）見任。[22]

### 勃海太守（277年－289年）
- 鄒湛，字潤甫，南陽新野人，晉武帝太康中在任。[23]

### 勃海內史（289年－310年代）
- 鄒湛，字潤甫，南陽新野人，晉惠帝永熙元年（290年）離任。

### 勃海太守（310年代－318年）
- 劉亮，晉懷帝末在任。[24]
- 劉既，晉愍帝建興元年（313年）被執。[25]
- 劉胤，字承胤，東萊掖人，晉愍帝建興二年（314年）離任。[26]
- 臨深，漢昭武帝建元元年（315年）由石勒任命。[25]

### 勃海太守（330年－420年代）
- 逄約，勃海人，冉魏永興二年（351年）在任。[27]
- 封放，勃海人，前燕景昭帝三年（351年）出任。[27]
- 封懿，勃海人，前秦宣昭帝建元二十一年（385年）為後燕所執。[28]
- 常澄，遼西人。[29]
- 拓跋拔干，代人，北魏明元帝時在任。[30]

### 滄水太守（420年代－497年）
- 許安都，代人。[31]
- 高濟，字叔民，滄水蓨人。[32]
- 封鑒，滄水脩人，北魏獻文帝時追贈。[33]

### 勃海太守（497年－500年）
- 皇甫光，安定人。[34]
- 崔休，字惠盛，清河人，北魏宣武帝初在任。[35]

### 勃海相（500年－520年代）
- 裴彥先，河東聞喜人，北魏宣武帝正始中出任，延昌中卒官。[34]
- 李伯貴，勃海蓨人，北魏宣武帝時追贈。[36]
- 裴約，字元儉，河東聞喜人，北魏孝明帝延昌四年（515年）行郡事，城陷遇害。[34][37]
- 王世弼，京兆霸城人。[34]

### 勃海太守（520年代－577年）
- 宋季預，廣平人。[38]
- 高乾，字乾邕，勃海脩人，北魏孝明帝孝昌末在任。[37]
- 封延之，字祖業，勃海脩人，北魏孝莊帝永安二年（529年）至三年（530年）行郡事。[39]
- 元朗，字仲哲，河南洛陽人，元曄建明二年（531年）在任。[40]
- 暴顯，字思祖，魏郡斥丘人，東魏孝靜帝天平二年（535年）至元象元年（538年）在任。[41]
- 裴瑜，字文琬，河東聞喜人。[34]
- 李蘭和，趙郡平棘人。[42]
- 王偃，字槃虎，太原晉陽人。[43]
- 于揚仁，代人，東魏孝靜帝武定中在任。[44]
- 封子繪，字仲藻，勃海蓨人，東魏孝靜帝武定五年（547年）至北齊文宣帝天保二年（551年）在任。[37]
- 赫連子悅，字士忻，北齊文宣帝天保中在任。[45]
- 封子繡，勃海蓨人，北齊後主武平中在任。[37]

## 國主
- 勃海孝王劉鴻，146年－147年在位。
  - 勃海王劉悝，148年－165年、167年－172年在位。
- 勃海王劉協，189年在位。
- 勃海王司馬輔，265年－277年在位。
- 清河康王司馬遐，277年－300年在位，289年增封勃海郡。
  - 清河王司馬覃，301年－302年、304年－308年在位。
  - 清河王司馬籥，308年－311年在位。
- 趙公石勒，318年－319年在位，勃海郡為趙國封內十三郡之一。
- 趙王石勒，319年－330年在位，勃海郡為趙國封內二十四郡之一。[25]
- 勃海郡開國敬公高颺，500年追封。
  - 勃海郡開國靜公高琨，500年追封。
    - 勃海郡開國文公高猛，500年－523年在位。[46][47]